# Bomolocha terriculalis
Bomolocha terriculalis är en fjärilsart som beskrevs av Jacob Hübner 1813. Bomolocha terriculalis ingår i släktet Bomolocha och familjen nattflyn. Inga underarter finns listade i Catalogue of Life.